# Carole Vergneová
Carole Vergneová (* 7. srpna 1985 Saint-Malo, Francie) je bývalá francouzská sportovní šermířka, která se specializovala na šerm šavlí. Francii reprezentovala v prvním a druhém desetiletí jednadvacátého století. Na olympijských hrách startovala v roce 2008 v soutěži jednotlivkyň a družstev. V roce 2009 obsadila třetí místo na mistrovství světa v soutěži jednotlivkyň. S francouzským družstvem šavlistek vybojovala v roce 2007 titul mistryň světa a Evropy.